# Варицкий, Игорь Константинович
Игорь Константинович Варицкий (род. 25 апреля 1971, Златоуст, Челябинская область) — советский и российский хоккеист и хоккейный тренер, функционер. Заслуженный мастер спорта России (1993).

## Биография
Родился в семье машиностроителей. Воспитанник златоустовского спортклуба «Таганай» (тренер Дмитрий Канайкин) и ДЮСШОР «Трактор» (тренер Валерий Пономарёв). Нападающий. Победитель всесоюзных юношеских игр 1988 в составе «Трактора» (Челябинск). Серебряный призёр спартакиады школьников РСФСР 1988, серебряный призёр спартакиады народов РСФСР 1989, играл за юношескую сборную СССР.
Варицкому принадлежит рекорд «Трактора» по количеству забитых шайб за сезон (27 голов).
В высшем дивизионе СССР и России провёл 490 игр, к тому же играл в высших дивизионах Германии (46 игр) и Чехии (54 игры).
196 игр провёл во втором по силе дивизионе России (Высшая лига).
9 ноября 1991 года дебютировал в олимпийской сборной России и забросил первую шайбу в новой истории российского хоккея.
Чемпион мира (1993) в составе сборной команды России в Германии. Участник Олимпийских игр в Лиллехаммере (Норвегия, 1994).
Окончил Челябинский государственный институт физической культуры.

## Награды
- Чемпион мира: 1993
- Бронзовый призёр чемпионата Межнациональной хоккейной лиги: 1992/93, 1993/94
- Серебряный призёр чемпионата России: 1997/98
- Бронзовый призёр чемпионата России: 1992/93, 1993/94, 2000/01